# 金银淑 (篮球运动员)
金银淑（韓語：김은숙，1963年3月31日—），韩国女子篮球运动员。她曾代表韩国参加1984年夏季奥林匹克运动会篮球比赛，获得一枚银牌。她也曾参加1986年亚洲运动会。